# Telecupole
Telecupole è una storica emittente televisiva privata italiana, una delle principali del Piemonte. Trasmette da Cavallermaggiore (CN), si riceve anche in Liguria e Lombardia. In passato ha fatto parte dei circuiti Jolly e Cinquestelle.

## Storia
Venne fondata nel 1979 dall'editore Luigi Toselli con la collaborazione di Danilo Pennone, proveniente da Telestudio, e dall'allora direttore artistico della discoteca "Le Cupole" Lorenzo Gillio. Soltanto qualche anno dopo l'emittente divenne di proprietà dei due fratelli Luigi e Piermaria.
Già dai primi anni ottanta il palinsesto di Telecupole mirò all'informazione, al territorio, al folklore e alla valorizzazione di usi, costumi, lavori e tradizioni locali, tratto distintivo dell'emittente. Il successo fu dato da programmi caratteristici come La Trattoria dei Ricordi,condotta da Meo Cavallero e Gipo Farassino che recuperava il dialetto e i canti popolari, e Cantapiemonte, che aveva per protagonisti gruppi folcloristici vocali piemontesi, entrambi spettacoli ideati da Raoul, La bottega della musica con Tino Zerbini, la rubrica settimanale Il corpo e l'anima condotta da Gianluigi Marianini, che ancora oggi vengono replicati sul canale Telecupole Story. Il giornalista Beppe Ghisolfi, invece, era alla guida delle interviste di Silenzio stampa. I personaggi principali degli show della rete furono, tra gli altri, Gipo Farassino, Nino Bonino e Umberto Clivio. Il palinsesto era caratterizzato anche da film, telefilm e cartoni animati.
Negli anni successivi si ridusse l'autoproduzione e l'emittente iniziò a mandare in onda i programmi del circuito Jolly, mentre sul finire del decennio entrò a far parte del consorzio Cinquestelle.
Nel corso degli anni novanta tornò ad avere un peso fondamentale lo spazio riservato alle produzioni originali, come le trasmissioni musicali Il discorriere, Fantastica serata e A gentil richiesta, quest'ultimo era un appuntamento quotidiano con le orchestre da ballo in compagnia di Bruno Garino, conosciuto col nome d'arte di "Martin". Risalivano a quel periodo anche i varietà La cartolina dei ricordi, Premiato caffè, Simpaticamente... sotto a chi tocca, La notte è per i gatti, Profumo di caffè e Ciao bimbi, indirizzato ai ragazzi. È sempre con l'intento di rilanciare le tradizioni che sugli schermi di Telecupole si vide la presenza costante della commedia dialettale piemontese, nell'ambito della rubrica Piemonte a teatro, con attori delle compagnie d'avanspettacolo locali, e di un momento "amarcord", denominato Prima serata, che comprendeva il meglio dei programmi storici della rete.
Tra i novanta e i duemila il noto scrittore Bruno Gambarotta condusse la trasmissione Agorà, andarono in onda le rubriche di servizio Video Piemonte, Detto tra noi, Alla scoperta del Piemonte e Obiettivo agricoltura, gli approfondimenti sportivi di Massimo Corrado in Sport flash, e i dibattiti calcistici di Alè Toro!. Giuseppe Milanesio, alias "Pino Milenr", e Piero Montanaro divennero due volti cardine dell'emittente con le trasmissioni Saluti salutissimi, Scacciapensieri e Centopiazze, tuttora in onda. Negli anni duemiladieci fecero il loro ingresso anche alcuni programmi dedicati ai giovani musicisti e alla musica del momento come VideoTop e Snap, e il quiz a tema culinario Cooking quiz. Altri appuntamenti d'approfondimento che produsse l'emittente furono TG4 Salute, rubrica di medicina, salute e benessere a cadenza settimanale; Transalp, striscia realizzata in collaborazione con Alp Channel, Télé Grenoble, Télé 8 Mont Blanc e Télé Local Provence incentrata sul dialogo tra i due versanti delle Alpi, italiana e francese, con una conduzione bilingue; e Turismo cuneese, che poneva in risalto il territorio della provincia granda, a cura di Paolo Bongioanni.
Dalla seconda metà degli anni duemila uno degli appuntamenti più seguiti del canale è il varietà Ballando Le Cupole, ossia serate basate sul ballo liscio, sulle canzoni popolari e sulla musica revival in genere.
Il notiziario, nato agli albori degli anni ottanta con la direzione di Beppe Ghisolfi, è da allora chiamato TG4, come l'omonimo notiziario concorrente di Quartarete TV. Le varie edizioni quotidiane del TG4 si occupano principalmente delle notizie provenienti da tutte le province del Piemonte, ma trovano spazio anche i fatti salienti accaduti in Liguria. Il telegiornale cura varie rubriche di servizio sul mondo del lavoro, sulla medicina, sulle pensioni, sull'agricoltura, sull'ambiente e sulle manifestazioni locali, includendo anche le previsioni del meteo nazionali ed areali (nel dettaglio su Piemonte, Liguria e Lombardia).
Secondo i dati Auditel, nel 2014 Telecupole risulta la seconda televisione locale più seguita del Piemonte e della Valle d'Aosta (si colloca dopo 7 Gold Telecity, che è al primo posto). Il risultato si ripete anche l'anno successivo, mentre nel 2016 con 143.735 spettatori di media giornalieri si aggiudica il primato in Piemonte. Nel 2017 torna ad essere seconda.

### Il digitale terrestre
Col passaggio al digitale terrestre, Telecupole trasmette in Piemonte (sintonizzabile sul canale 15) su un multiplex di proprietà dove vengono inclusi due nuovi canali: Telecupole Story, che ripropone programmi odierni e passati tratti dall'archivio della rete ammiraglia, e Telecupole Music, emittente all-music incentrata sul repertorio delle orchestre italiane, ripete i contenuti di Italianissima Tv.
Il gruppo editoriale possedeva un multiplex anche in Liguria, che diffondeva Telecupole sul canale 94 nella parte occidentale della regione.
Telecupole è stata veicolata anche su frequenze appartenenti ad altri operatori televisivi: infatti, era ospitata in Piemonte nel Mux di Rete 7 (il segnale copriva quasi totalmente la regione), in Liguria nel Mux di Telenord (il segnale raggiungeva tutta la regione), e in Lombardia al numero 119 nel Mux di Telepace (ricevibile in pianura nelle città di Milano, Monza, Bergamo, Brescia, Pavia, Lodi, Cremona e parte delle relative province).
A causa della riduzione delle frequenze dovuta alla liberazione della banda 700 MHz, nel mese di marzo 2022 vengono definitivamente chiusi i canali Telecupole Story e Telecupole Music e cambiano i numeri LCN dell'ammiraglia: attualmente si aggancia in tutto il Piemonte al numero 11 del telecomando e in Liguria (esclusa la provincia di La Spezia) al numero 19.

### Il satellite
Dal 2017 Telecupole si riceve anche via satellite sul canale Sky 824 (845 dal 2017 a luglio 2019) e sul canale Tivùsat 422.

## Programmi

### Programmi attuali[16]

#### Informazione e approfondimenti
- TG4: l'appuntamento con il telegiornale è tutti i giorni alle ore 07.00 (in replica alle 07.30), alle 12.00 (in replica alle 14.00) e alle 19.30 (in replica alle 20.10 e dopo le 23.00).
- Adnkronos: rubriche informative a cura dell'agenzia nazionale Adnkronos (produzione esterna): Adnkronos Tg, striscia quotidiana di notizie dall'Italia e dal mondo in onda dopo il TG4 delle 19.30, e i settimanali Salus TV, dedicato alla medicina, e Musa TV rivolto a cultura e spettacolo.
- Consiglio News: il Consiglio Regionale del Piemonte trasmesso a cadenza settimanale (produzione esterna).
- Dalla parte del consumatore: spazio aperto ai cittadini a cura della redazione del TG4.
- Double news: rassegna stampa di produzione esterna.
- L'alpino: settimanale televisivo dell'Associazione Nazionale Alpini (produzione esterna).
- Mondo artigiano: settimanale di informazione sul mondo del lavoro realizzato da Telecupole in collaborazione con Confartigianato imprese Cuneo.
- Nas Carabinieri: spazio a cura del TG4 che dà voce alle forze dell'ordine.
- Obiettivo agricoltura: rotocalco a cura del TG4 dedicata alle realtà agricole del territorio.
- Piemonte notizie: settimanale di approfondimento sui temi di attualità analizzati con gli amministratori regionali e locali condotto da Beppe Rasolo.
- Tg Coldiretti: una produzione Coldiretti Piemonte interamente focalizzata sul mondo dell'agricoltura.
- Una finestra sulla Liguria: le principali notizie e gli approfondimenti riguardanti la regione Liguria.

#### Rubriche  sull'ambiente e il territorio
- Agrisapori: rotocalco di comunicazione agricola ed enogastronomica di produzione esterna.
- Alto Piemonte - Emozioni in TV
- Borgo Italia: settimanale di produzione esterna dedicato al patrimonio paesaggistico, storico, artistico ed antropologico dell'Italia.
- Dimensione Vintage: trasmissione di produzione esterna che si occupa di conservare, ricordare e di far scoprire al mondo dei più giovani usi, costumi, invenzioni ed altro ancora provenga dal Medioevo ai giorni nostri.
- Itinerari: trasmissione sulle bellezze dell'Italia da conoscere e da riscoprire.
- Planet earth
- Terraverde
- Vie verdi: rubrica ambientale di produzione esterna.

#### Intrattenimento e tempo libero
- Centopiazze: programma condotto da Piero Montanaro che va alla scoperta delle realtà locali di Piemonte e Liguria.
- Good morning people: talk show mattutino.
- Il bugiardino: rubrica che tratta di cucina, salute e territorio presentata da Renata Cantamessa.
- Life TV
- ''L mercâ 'dla smâna: programma condotto da Sonia De Castelli e Piero Montanaro nelle piazze in cui si tengono i mercati del Piemonte.
- Piemonte a Teatro - Il teatrino di Telecupole: rassegna di spettacoli teatrali di compagnie locali.
- Pillole di benessere
- Quattro zampe in TV: appuntamento di produzione esterna riservato al mondo degli animali domestici.
- Scacciapensieri: Pino Milenr va alla scoperte delle piazze, degli eventi, delle manifestazioni, delle fiere e delle sagre piemontesi.
- Video Top: magazine di produzione esterna dedito allo spettacolo e al tempo libero che illustra appuntamenti di musica, cinema, teatro, moda, ed eventi speciali.

#### Musica
- Ballando Le Cupole: serata musicale condotta da Sonia De Castelli e Piero Montanaro, trasmessa tutti i martedì dalle 20.30 in diretta dal salone delle feste "Le Cupole" di Cavallermaggiore, a cui è possibile assistere dal vivo partecipando alla cena che si svolge durante la trasmissione.
- Canta il Piemonte: vetrina musicale della canzone piemontese condotta da Piero Montanaro con artisti locali ospiti in studio.
- Italianissima Tv: trasmissioni musicali di produzione esterna incentrate sulle orchestre da ballo.
- Mi ritorni in mente: show dedicato alle canzoni del passato, al folklore e alle tradizioni presentato da Aurelio Seimandi.
- MilleVoci: show musicale di produzione esterna.
- RitorNelli: varietà musicale di produzione esterna condotto da Luciano Nelli e Paola Belloni.
- Romagna mia: varietà musicale di produzione esterna che mette in risalto le orchestre di liscio romagnolo.
- Saluti salutissimi: varietà musicale durante il quale gli spettatori possono interagire per dediche e richieste, in onda dal lunedì al sabato all'ora di pranzo. Presentano, a rotazione, Loris Gallo, Elisabetta Pia Gedda, Pino Milenr, Aurelio Seimandi, Piero Montanaro e Sonia De Castelli.

#### Cucina
- Agrichef - Agrisapori in tavola: rubrica culinaria di produzione esterna.
- Cook Academy
- Sapori in tavola

#### Sport
- Dove vola il balon
- Officine calcio
- Piemonte sport
- SportOutdoor: appuntamenti sportivi a cura di SportOutdoor (produzione esterna): Ski magazine, dedicato alle attività sportive invernali montane, Blue sport, riservato a quelle acquatiche, e Mondo crociera, rivolto ai viaggi in mare per il mondo.

## Personale

### Conduttori attuali
- Franco Binello
- Silvana Bonelli
- Massimiliano Bongarzoni
- Giulio Botto
- Claudio Calorio
- Renata Cantamessa
- Cocò
- Sonia De Castelli
- Emanuela Fulgori
- Loris Gallo

- Elisabetta Pia Gedda
- Margherita Graglia
- Pino Milenr
- Piero Montanaro
- Orazio Pappalardo
- Michelangelo Pellegrino
- Mario Piccioni
- Aurelio Seimandi
- Valentina Varone

### Conduttori passati
- Daniela Agnese
- Ilenia Arnolfo
- Edoardo Ballone
- Paolo Bongioanni
- Nino Bonino
- Attila Brocca
- Cesare Carbonari
- Meo Cavallero
- Umberto Clivio
- Massimo Corrado
- Beppe Cuva
- Sofia D'Agostino
- Monica Del Prete
- Tiziana Fantino
- Gipo Farassino
- Michele Fassinotti
- Bruno Gambarotta
- Bruno Garino "Martin"

- Beppe Ghisolfi
- Alexia Giardina
- Giustina Iannelli
- Beppe La Vela
- Mauro Mangone
- Gianluigi Marianini
- Franco Marmello
- Gianni Milani
- Ginetto Pellegrino
- Graziella Porro
- Chiara Prato
- Mariacristina Rapelli
- Giordana Ruatasio
- Beppe Rasolo
- Ilaria Salzotto
- Cristiana Savio
- Fabrizio Turco
- Tino Zerbini

### Reparto Tecnico
- Gianfranco Mondino - Regista